# Ophioderma peruanum
Ophioderma peruanum es una especie de estrella quebradiza de mar u ofiuro, endémica del Perú, de la familia Ophiodermatidae. Fue descubierta y colectada por el biólogo peruano Yuri Hooker y descrita por Pineda, Solís, Hooker y Laguarda en el 2013.

## Distribución
Se encuentra en océano Pacífico, en las islas Lobos de Afuera, isla Foca, y entre Punta Sal (Tumbes) y Cabo Blanco (Piura) en el norte del Perú.

## Descripción
Presenta un disco pentagonal plano con el dorso de color marrón claro y gránulos crema y la parte ventral marrón en el sector interradial y amarillo brillante en el sector radial. Las mandíbulas orales tienen 7 a 9 papilas con bordes redondeados. Tiene cuatro ranuras genitales. Tiene cinco brazos de color marrón oscuro con motas blancas, cada uno de 12,6 cm de longitud, con las placas dorsales peculiarmente fragmentadas, con diminutas escamas que semejan granitos de arena.